# Макаренко Валерій Іванович
Мака́ренко Вале́рій Іва́нович — український тележурналіст.
Народився 18 квітня 1950 р. в Києві. Закінчив Київський інститут народного господарства (1975) та Вищі журналістські курси Всесоюзного телерадіоінститугу (1978) в Москві. Працював помічником режисера, редактором на Держтелерадіо України. З 1995 р. — заступник директора телекомпанії «Дельта TV».
Створив телефільми: «50-й космонавт» (1979), «Україна — Москва-80» (1980), «На шляху до відродження» (1988).
Член Національної спілки журналістів України.